# Finale della Coppa CERS 2007-2008
La finale della 28ª edizione della Coppa CERS si è disputata il 20 aprile 2008 presso la Salle Némée di Dinan, in Francia, tra gli italiani del Marzotto Valdagno e gli spagnoli del Tenerife.
Essa è stata vinta dal Tenerife, al primo successo nella competizione, ai tiri di rigore dopo che i tempi regolamentari si erano conclusi sul risultato di 4 a 4. 

## Le squadre
| Squadre           | Partecipazioni precedenti (il grassetto indica la vittoria) |
| ----------------- | ----------------------------------------------------------- |
| Marzotto Valdagno | Nessuna                                                     |
| Tenerife          | Nessuna                                                     |

## Tabellino
| Dinan 20 aprile 2008                   | Tenerife       | 4 – 4 (d.t.s.) | Marzotto Valdagno | Salle Némée |
| \| \| \| \| \| \| Shootout 2 – 1 \| \| |                |                |                   |             |
|                                        |                |                |                   |             |
|                                        | Shootout 2 – 1 |                |                   |             |